# Canton de Mamoudzou-3
Le canton de Mamoudzou-3 est une division administrative française située dans le département de Mayotte et la région Mayotte.

## Histoire
Le canton est créé par le décret du 13 janvier 1994 par scission du canton de Mamoudzou.
Le troisième canton de Mamoudzou a été dirigé pendant plusieurs années par Ali Abdallah (Babali) qui est originaire de Passamainty. Celui-ci a été soutenu des années durant par le MPM puis le MDM local conduit à Passamainty par Maimoidjoumoi (Echat Ada).
Ali Abadallah a été d'abord le conseiller général de la commune de Mamoudzou à la fin des années 1970 au moment de la création du Conseil Général de Mayotte. Après la subdivision de la commune de Mamoudzou en trois cantons, il sera candidat cette fois-ci dans le seul canton 3 qui regroupe trois villages dont son village natal Passamainty, Tsoundzou et Kwalé Vahibé.
En 2007, Ali Abdallah n'a pas été soutenu par le MDM local ni par les nombreux militants du MDM de Passamainty, de Tsoundzou et de Vahibé en raison de sa stratégie en matière de politique sociale. De nombreux militants estimaient que Babali ne tenait plus ses engagements et s'éloignait de plus en plus des militants de base, grâce à qui il avait pourtant obtenu tous ses mandats en tant que conseiller général depuis les années 1970. N'ayant pas été investi par le parti local, et n'ayant pas non plus obtenu le soutien de Mamoidjoumoi, au profit du jeune militant MDM Jacques Martial, il sera battu dès le premier tour des cantonales de 2007.
Actuellement, c'est Jacques Martial Henri qui est conseiller général du canton.
Malgré une forte présence de militants du Rassemblement Pour la République (RPR) puis de l'Union pour un Mouvement populaire, dans le canton, la droite n'a jamais réussi à s'imposer face au MDM conduit depuis des années par le seul candidat Ali Abdallah puis par Jacques Martial.
Rama Moussa, ancien instituteur et ancien conseiller pédagogique, a été le premier candidat à avoir affronté Babali mais en vain. En dépit de son assise sociale et de sa notabilité unanimement reconnue dans le canton, Rama Moussa n'a pas triomphé devant le candidat du MPM puis MDM. Saidali Soudjay lui succédera en tant que candidat mais ne fera pas mieux.
Les analyses divergent quant à la faiblesse des candidats de droite pendant les élections cantonales. Certaines évoquent le manque d'imagination du parti et des militants qui ont tendance à privilégier un seul quartier dans le village de Passamainty (Msakouani) et ne s'intéressant que superficiellement aux habitants des autres villages constituant le canton notamment Tsoundzou et Vahibé, oubliant de fait qu'une élection se gagne non pas en excluant mais bien en rassemblant toutes le forces nécessaires pouvant mener à la victoire et par la recherche constante d'alliance. D'autres soulignent plutôt le manque cruel de stratégie des militants UMP. En effet, la politique menée par les candidats de droite dans ce canton n'était pas réaliste sur le plan économique comme sur le plan social. Les observateurs condamnaient une politique superficielle n'allant pas suffisamment en profondeur des choses, stigmatisant les plus faibles, notamment en matière d'éducation.

## Représentation

### Représentation avant 2015
| Période                                  | Période | Identité              | Étiquette    | Qualité |
| ---------------------------------------- | ------- | --------------------- | ------------ | ------- |
|                                          | 2008    | Ali Abdallah          | MDM          |         |
| 2008                                     | 2015    | Jacques Martial Henry | DVD puis MDM |         |
| Les données manquantes sont à compléter. |         |                       |              |         |

### Représentation depuis 2015
| Période élective | Période élective | Mandat | Mandat   | Identité         | Nuance | Nuance | Qualité                                                |
| ---------------- | ---------------- | ------ | -------- | ---------------- | ------ | ------ | ------------------------------------------------------ |
| 2015             | 2021             | 2015   | 2021     | Ali Debré Combo  |        | LR     | Président de la MDPH de Mayotte                        |
| 2015             | 2021             | 2015   | 2021     | Mariame Saïd     |        | LR     | Vice-présidente du conseil départemental (depuis 2015) |
| 2021             | 2028             | 2021   | en cours | Hélène Pollozec  |        |        |                                                        |
| 2021             | 2028             | 2021   | en cours | Nadjayedine Sidi |        | LREM   |                                                        |

À l'issue du 1er tour des élections départementales de 2015, deux binômes sont en ballotage : Saoudat Abdou et El-Had Mascati (Divers, 23,74 %) et Ali Debré Combo et Mariame Saïd (UMP, 18,38 %). Le taux de participation est de 59,51 % (2 285 votants sur 3 840 inscrits) contre 62,64 % au niveau départemental et 50,17 % au niveau national.
Au second tour, Ali Debré Combo et Mariame Saïd (UMP) sont élus avec 50,94 % des suffrages exprimés et un taux de participation de 53,64 % (1 062 voix pour 2 190 votants et 4 083 inscrits).

## Composition

### Composition avant 2015
Le canton de Mamoudzou 3 était composé de trois villages: Passamaïnty, Tsoundzou (1 et 2) et Kwalé Vahibé.
Le village de Passaminty est composé de plusieurs quartiers dont Gnambotiti qui se trouve à l'entrée du village. Avec l'accroissement du quartier dû à une démographie galopante, Gnambotiti est lui-même divisé en plusieurs sous-quartiers dont Marindrini et Mhogoni. Le quartier dans son ensemble se trouve en hauteur. En plus de Gnambotiti, il y a les autres quartiers emblématiques de Passaminty, Kavani-bé qui abrite l'école Passaminty stade et le stade de football de Passaminty, Msakouani où se trouve la grande Mosquée de Vendredi, Tanamalaza situé au nord est du village traversé par la rivière Gouloué et Baitimal situé quant à lui au nord Ouest du village, en hauteur. De nombreux lotissements SIM se trouvent dans ce dernier quartier lequel abrite les résidences des fonctionnaires venus de la métropole et travaillant dans leur majorité dans les collèges et lycées de Mayotte particulièrement dans les établissements scolaires situés dans Mamoudzou.
Tsoundzou se trouve au sud de Passamainty. À l'entrée du village, la première chose qui frappe c'est la station service, l'une des premières de Mayotte puis les nombreux mangroves qui longent la route nationale qui mène vers Sada. Le village de Tsoundzou n'est pas en soi assez grand. Le quartier le plus connu en est Kadjifténe qui se trouve non loin de la station de service sur un plateau du village. Le climat du village est assez contrasté avec du côté est de celui-ci les mangroves et du côté des bambous et une afforestation de type tropicale.
Vahibé, le village le plus rural du canton situé au Nord-Oust de Passamaïnty, est un village situé en hauteur et la plupart des habitations sont construites sur des pentes. Dans les années 1960, les autorités de l'époque avaient proposé aux habitants de Vahibé, qui à l'époque étaient une infime minorité, pas plus de 15 familles, de venir s'installer à côté du village de Passamainty là où se trouve l'actuel quartier de Baitilmal. Mais les vahibéniens s'y refusèrent craignant les brimades et les moqueries des gens de Passamaïnty. Les autorités souhaitaient le déplacement de la population de vahibé de là où elle se trouve actuellement en raison de l'écroulement de la terre lors des saisons des pluies. En outre, les noms des quartiers de Vahibé sont des plus exotiques. En énumérant les noms des quartiers, on voyage à travers les continents et les grandes métropoles du monde. C'est ainsi qu'on trouve des noms de quartiers comme Washington, Viêt Nam, Los Angeles, Yougoslavie...

### Composition depuis 2015
Depuis le redécoupage de 2014, le canton est composé des villages de Mamoudzou et Kaweni dans la commune de Mamoudzou.

## Démographie

### Démographie avant 2015
| 2002   | 2007   | 2012   |
| ------ | ------ | ------ |
| 13 365 | 15 891 | 17 863 |

### Démographie depuis 2015
En 2017, le canton comptait 23 191 habitants.
| 2017   |
| ------ |
| 23 191 |